# 卡利京齊
49°18′1″N 26°29′14″E / 49.30028°N 26.48722°E
卡利廷齊（烏克蘭語：Калитинці）是位於烏克蘭西部的村莊，由赫梅利尼茨基州裡赫梅利尼茨基區的霍羅多克市鎮負責管轄。該村面積1.12平方公里，2001年人口144，人口密度每平方公里128.9人。